# Чичинадзе, Аполлон Александрович
Аполлон Александрович Чичинадзе (1906 год, Рачинский уезд, Кутаисская губерния, Российская империя — неизвестно, Тбилиси, Грузинская ССР) — грузинский советский партийный деятель, первый секретарь Абролаурского и Каспского райкомов партии, Грузинская ССР. Герой Социалистического Труда (1949). Депутат Верховного Совета Грузинской ССР 2-го и 3-го созывов.

## Биография
Родился в 1906 году в крестьянской семье в одном из сельских населённых пунктов Рачинского уезда. С раннего возраста трудился в сельском хозяйстве. С 1929 года проходил срочную службу в Красной Армии. С 1931 года — член ВКП(б). Обучался на рабфаке, в последующем — в Тбилисском лесотехническом институте, по окончании которого трудился инструктором при отделе сельского хозяйства ЦК Компартии Грузии.
С 1940 года — первый секретарь Амролаурского райкома партии (преемник — Шалва Семёнович Кахиде). За успешное руководство сельским хозяйством в годы Великой Отечественной войны награждён в 1944 году Орденом «Знак Почёта» и в 1946 году — Орденом Трудового Красного Знамени в связи с 25-летием Грузинской ССР.
В послевоенные годы занимался восстановлением сельскохозяйственного производства Амбролаурского района. За короткое время во время Четвёртой пятилетки (1946—1950) сельскохозяйственные предприятия Амбролаурского района достигли довоенного уровня производства. В 1948 году обеспечил перевыполнение в целом по району планового сбора урожая винограда на 32,1 %. Указом Президиума Верховного Совета СССР от 9 августа 1949 года удостоен звания Героя Социалистического Труда за «получение высоких урожаев винограда в 1948 году» с вручением ордена Ленина и золотой медали «Серп и Молот» (№ 4397).
Этим же Указом званием Героя Социалистического Труда были награждены руководители Абролаурского района председатель райисполкома Шалва Семёнович Кахидзе, управляющий районным отделом сельского хозяйства Михаил Дмитриевич Беденашвили и главный районный агроном Иовел Кимотеевич Бакурадзе.
С февраля 1950 года — на другой работе, с декабря 1950 года — первый секретарь Каспского райкома партии. Избирался депутатом Верховного Совета Грузинской ССР 2-го и 3-го созывов (1947—1955).
После выхода на пенсию проживал в Тбилиси. Дата смерти не установлена.
Награды
- Герой Социалистического Труда
- Орден Ленина
- Орден «Знак Почёта» (07.01.1944)
- Орден Трудового Красного Знамени (24.02.1946)
- Медаль «За оборону Кавказа» (01.05.1944)